# Sulecki Borek
Sulecki Borek (kaszb. Sëlëcczi Bòrek) – część wsi Sulęczyno w Polsce, położona w województwie pomorskim, w powiecie kartuskim, w gminie Sulęczyno. Jest częścią sołectwa Sulęczyno.
W latach 1975–1998 Sulecki Borek administracyjnie należał do województwa gdańskiego.